# Kröners Taschenausgabe

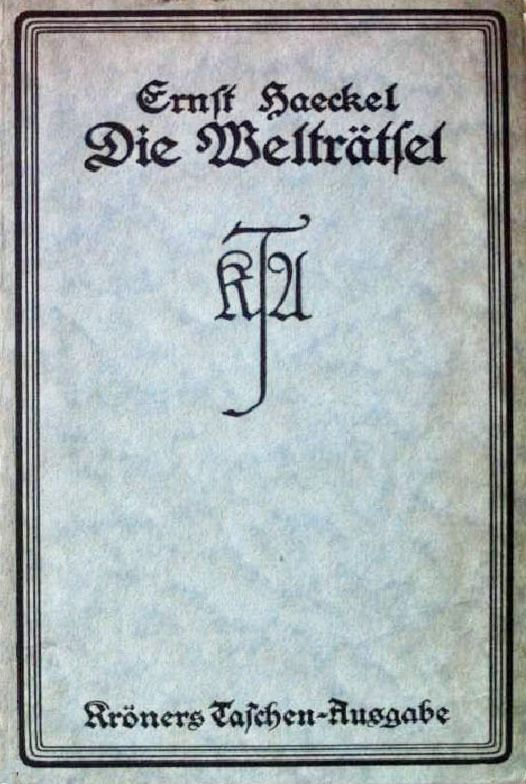
Nr. 1 der Reihe

Kröners Taschenausgabe (KTA) ist eine Buchreihe vorwiegend aus Gesamtdarstellungen, Nachschlagewerken und „Literaturklassikern“ des Alfred Kröner Verlages (Stuttgart, Leipzig usw.), die seit 1908 erscheint.

## Geschichte
Ihre kleinen, hellblauen Leinenbände bilden nach Angaben des Verlages dessen „Herzstück“ und werden „mit derselben Absicht wie zu Anfang“ publiziert. Die Reihe enthält – thematisch breit gefächert – verschiedene allgemein verständliche Gesamtdarstellungen bestimmter Epochen und Themen (z. B. Karl Heinemann: Die deutsche Dichtung, 1910) sowie Wörterbücher (z. B. das Philosophische Wörterbuch, zuerst 1912). Manche Bände erlebten eine Neubearbeitung oder erschienen später unter einem anderen Titel, wie zum Beispiel Die Musik der Nationen – eine Musikgeschichte (1937) von Ernst Bücken (1884–1949), die nach dem Dritten Reich in einer Neubearbeitung von Jürgen Völckers erschien (1951).
Der erste Band der Reihe aus dem Jahr 1908 ist das Werk Die Welträtsel. Gemeinverständliche Studien über Monistische Philosophie des Darwinisten Ernst Haeckel (1834–1919), der zweite von Epiktet: Handbüchlein der Moral und Unterredungen (1909). Seit 1910 erschienen die Bände dann in rascher Folge. In der Reihe sind viele geschätzte handliche oder umfangreiche Nachschlagewerke: „Wörterbücher/Lexika/Handbücher“ (z. B. Handbuch der historischen Stätten & Handbuch der historischen Stätten Deutschlands), wichtige Werke zur Kulturgeschichte und „Klassiker“ der Geistesgeschichte, wie Marc Aurel, Gustave Le Bon oder Karl Marx. Das Werk des Philosophen Friedrich Nietzsche ist in der Reihe besonders stark vertreten. Viele der frühen Bände der Reihe wurden von dem Philosophen Heinrich Schmidt herausgegeben.
Innerhalb der Reihe gab es eine Unterreihe Das Heidelberger Studio, eine Sendereihe des Süddeutschen Rundfunks, hier wurden zu verschiedenen Themen Vorlesungen (Untertitel: Eine Vortragsreihe) von bedeutenden Wissenschaftlern veröffentlicht (z. B. 226, 228, 230).
Einige Reihennummern blieben im Lauf der Zeit frei, da geplante Ausgaben unter diesen Nummern nicht erschienen, wobei diese dann für andere Ausgaben verwendet wurden (z. B. 176).
Die Reihe „Systematische Einführung in Nationale Volkswirtschaften“ (Hrsg. v. Horst Claus Recktenwald) wurde nach dem Band 1 (438) nicht mehr fortgeführt.

## Übersicht
Die folgende Liste erhebt keinen Anspruch auf Aktualität oder Vollständigkeit. Einige Erscheinungsdaten sind die des ersten Erscheinens, andere die späterer Auflagen oder Bearbeitungen.
Hinweis: Kursiv wurden alle Bandnummern gesetzt, die nicht herausgegeben wurden.

### 1–100
- 001 Ernst Haeckel: Die Welträtsel. Gemeinverständliche Studien über monistische Philosophie (1908)
- 002 Epiktet: Handbüchlein der Moral und Unterredungen. Hrsg. von Heinrich Schmidt (1909)
- 003 Bartholomäus von Carneri: Der moderne Mensch. Versuche über Lebensführung.
- 004 Marc Aurel: Selbstbetrachtungen.
- 005 Seneca: Vom glückseligen Leben. Heinrich Schmidt (Hrsg.)
- 006 Heinrich Schmidt (Übers., Einltg. u. Anm.): Die vier Evangelien.
- 007 Samuel Smiles: Der Charakter.
- 008 Baltasar Gracián: Handorakel und Kunst der Weltklugheit
- 009 Herbert Spencer: Die Erziehung – intellektuell, moralisch und physisch
- 010 Karl Heinemann: Die deutsche Dichtung. Grundriß der deutschen Literaturgeschichte.
- 011 Epikur: Philosophie der Lebensfreude. Heinrich Schmidt (Hrsg.)
- 012 Johann Wolfgang von Goethe: Faust: der Tragödie erster und zweiter Teil; mit dem Urfaust.
- 013 Heinrich Schmidt: Philosophisches Wörterbuch (zuerst 1912)
- 014 Karl Heinemann: Dichtung der Griechen.
- 015 Karl Heinemann: Die klassische Dichtung der Römer.
- 016 Arthur Schopenhauer: Aphorismen zur Lebensweisheit.
- 017 Karl Paul Hasse (Karl Markgraf von Montoriola): Die italienische Renaissance. Ein Grundriß der Geschichte ihrer Kultur.
- 018 Wilhelm Wundt: Die Nationen und ihre Philosophie.
- 019/20 Konrad Sturmhoefel: Geschichte des deutschen Volkes. 2 Bände, Kröner, Leipzig 1916. (Herausgegeben mit Albert Brause)
  - Band 1: Von den Anfängen bis zum Tode Friedrichs des Großen. (= Kröners Taschenausgabe, Band 19)
  - Band 2: Vom Tode Friedrichs des Großen bis zum Ausbruche des deutsch-französischen Krieges (1870). (= Kröners Taschenausgabe, Band 20)
- 021 Friedrich Nietzsche: Nietzsche = Worte über Staat und Völker zusammengestellt von Elisabeth Förster.
- 022 Ernst Haeckel: Die Lebenswunder. Gemeinverständliche Studien über biologische Philosophie.
- 023 Karl Heinemann: Lebensweisheit der Griechen.
- 024 Benedict von Spinoza: Die Ethik – Schriften und Briefe. Hrsg. von Friedrich Bülow.
- 025 David Friedrich Strauß: Der alte und der neue Glaube. Ein Bekenntnis
- 026 Ludwig Feuerbach: Die Unsterblichkeitsfrage vom Standpunkt der Anthropologie
- 027 Ludwig Feuerbach: Das Wesen der Religion (Hrsg. Heinrich Schmidt)
- 028 Charles Darwin: Die Abstammung des Menschen.
- 029 Eduard von Hartmann: Gedanken über Staat, Politik und Sozialismus. Zusammengestellt v. Alma v. Hartmann.
- 030 Friedrich Nietzsche: Worte für werdende Menschen
- 031 Ludwig Feuerbach: Pierre Bayle, Kritik der Theologie. Ein Beitrag zur Geschichte der Philosophie und Menschheit.
- 032 Hans Leisegang: Die Gnosis.
- 033 David Friedrich Strauss: Voltaire: 6 Vorträge.
- 034 Friedrich Schleiermacher: Über die Religion. Reden an die Gebildeten unter ihren Verächtern. Mit einer Einleitung von Hans Leisegang.
- 035 Johann Gottlieb Fichte: Reden an die deutsche Nation. Mit einer Einleitung von Hermann Schneider.
- 036 Karl Simrock [Übers.]: Das Nibelungenlied
- 037 Friedrich Nietzsche: Vom Nutzen und Nachteil der Historie für das Leben.
- 038 Friedrich Nietzsche: Schopenhauer als Erzieher. Max Oehler (Nachwort)
- 039 Georg Wilhelm Friedrich Hegel: Recht (davor: Volk), Staat, Geschichte. Friedrich Bülow, Mitwirkender seit 1925.[4]
- 040 Voltaire: Für Wahrheit und Menschlichkeit. Seine Schriften ausgewählt und eingeleitet von Paul Sakmann.
- 041 Friedrich Nietzsche: Über die Zukunft unserer Bildungsanstalten (1871/72).
- 042 Friedrich Nietzsche: Die Philosophie im tragischen Zeitalter der Griechen (1873). (Nachbericht: Richard Oehler).
- 043 Ferdinand Lassalle: Der Mensch und Politiker in Selbstzeugnissen,
- 044 Schelling: Sein Weltbild aus den Schriften.
- 045 Johann Wolfgang von Goethe: Tagebuch der italienischen Reise.
- 046 Heinrich Schmidt: Die Kant-Laplace'sche Theorie, Ideen zur Weltentstehung von Immanuel Kant und Pierre Laplace.
- 047 Alfred Körte: Die hellenistische Dichtung
- 048 Konrad Pfeiffer: Arthur Schopenhauer – Die Persönlichkeit und das Werk in eigenen Worten des Philosophen. Nebst einem Anhang: Schopenhauer als Erlebnis.
- 049 Johann Heinrich Pestalozzi: Grundlehren über Mensch und Erziehung
- 050 Albrecht Wirth: Deutsche Geschichte von 1870 bis zur Gegenwart.
- 051 Raoul Heinrich Francé: BIOS. Die Gesetze der Welt.
- 052 Bachofen, Mutterrecht und Urreligion
- 053 Jacob Burckhardt, Die Kultur der Renaissance in Italien
- 054 Jacob Burckhardt: Die Zeit Konstantins des Großen
- 055 Jacob Burckhardt: Weltgeschichtliche Betrachtungen.
- 056 Jacob Burckhardt: Kulturgeschichtliche Vorträge. Mit Nachwort hrsg. von Rudolf Marx
- 057 Jacob Burckhardt: Erinnerungen aus Rubens
- 058 Jacob Burckhardt: Griechische Kulturgeschichte, hrsg. von R. Marx, 3 Bände 1948–1952, Bd. 1: Der Staat und die Religion
- 059 Bd. 2: Künste und Forschung
- 060 Bd. 3: Der griechische Mensch
- 061 Erwin Rohde: Psyche: Seelenkult und Unsterblichkeitsglaube der Griechen. Ausgewählt und eingeleitet von Hans Eckstein
- 062 Goethe: Schriften über die Natur
- 063 Sören Kierkegaard: Religion der Tat. Sein Werk in Auswahl.
- 064/65 Karl Marx: Das Kapital (Ausgabe in zwei Bänden)
- 066 Plutarch: Griechische Heldenleben: Themistokles – Perikles – Alkibiades – Alexander – Pyrrhos. Übertr. u. hrsg. von Wilhelm Ax.
- 067 Plutarch: Römische Heldenleben. Übertr. u. hrsg. von Wilhelm Ax.
- 068 Raoul H. Francé: Die Waage des Lebens.
- 069 Platon: Hauptwerke, ausgew. und eingel. von Wilhelm Nestle
- 070 Friedrich Nietzsche: Die Geburt der Tragödie / Der griechische Staat
- 071 Friedrich Nietzsche: Unzeitgemäße Betrachtungen
- 072 Friedrich Nietzsche: Menschliches Allzumenschliches – Ein Buch für freie Geister
- 073 Friedrich Nietzsche: Morgenröte. Gedanken über die moralischen Vorurteile
- 074 Friedrich Nietzsche: Die fröhliche Wissenschaft
- 075 Friedrich Nietzsche: Also sprach Zarathustra
- 076 Friedrich Nietzsche: Jenseits von Gut und Böse – Zur Genealogie der Moral
- 077 Friedrich Nietzsche: Götzendämmerung / Der Antichrist / Ecce Homo / Gedichte
- 078 Friedrich Nietzsche: Der Wille zur Macht
- 079 Johannes Bühler: Die Kultur des Mittelalters.
- 080 Aurelius Augustinus: Bekenntnisse und Gottesstaat. Augustinus – Sein Werk ausgewählt von Joseph Bernhart.
- 081 Friedrich Bülow: Volkswirtschaftslehre. Eine Einführung in das wirtschaftliche Denken.
- 082 Friedrich Nietzsche: Die Unschuld des Werdens. Der Nachlaß. Erster Teil.
- 083 Friedrich Nietzsche: Die Unschuld des Werdens. Der Nachlaß. Zweiter Teil.
- 084 August Messer: Pädagogik der Gegenwart
- 085 Jean-Jacques Rousseau: Die Krisis der Kultur. Die Werke ausgewählt von Paul Sakmann
- 086 Adam Müller: Vom Geiste der Gemeinschaft. Elemente der Staatskunst. Theorie des Geldes. Zusammengefaßt und eingeleitet von Friedrich Bülow.
- 087 Johann Gustav Droysen: Geschichte Alexanders des Großen; Herausgeber: Helmut Berve
- 088 Werner Mahrholz: Literaturgeschichte und Literaturwissenschaft
- 089 Hans Henning: Psychologie der Gegenwart.
- 090 Heinz Potthoff: Arbeitsrecht – Das Ringen um werdendes Recht.
- 091/92 Karl Marx: Der historische Materialismus. Die Frühschriften (2 Bände)
- 093 Georg Christoph Lichtenberg: Aphorismen und Schriften. Sein Werk ausgewählt und eingeleitet von Ernst Vincent.
- 094 Wilhelm Hehlmann: Wörterbuch der Pädagogik
- 095 Martin Luther: Theologie des Kreuzes. Die religiösen Schriften. Hrsg. von Georg Helbig.
- 096 Hans Lamer, Ernst Bux, Wilhelm Schöne: Wörterbuch der Antike
- 097 Carl Gustav Carus: Goethe. Zu dessen näherem Verständnis. Mit einem Nachwort herausgegeben von Rudolf Marr.
- 098 Carl Gustav Carus: Psyche – zur Entwicklungsgeschichte der Seele
- 099 Le Bon, Psychologie der Massen
- 100 Alfred Baeumler [Hrsg.]: Nietzsche in seinen Briefen und Berichten der Zeitgenossen

### 101–200
- 101 Montaigne: Über sich selbst
- 102 Ludwig Büchner: Kraft und Stoff
- 103 Adam Smith: Natur und Ursachen des Volkswohlstandes.
- 104 Kant, Die drei Kritiken
- 105 Thomas von Aquin, Summe der Theologie I. Gott und die Schöpfung
- 106 Thomas von Aquin, Summe der Theologie II. Die sittliche Weltordnung
- 107 Auguste Comte: Die Soziologie, Die Positive Philosophie im Auszug
- 108 Ernst von Aster: Geschichte der Philosophie
- 109 Thomas von Aquin, Summe der Theologie III. Der Mensch und das Heil
- 110 Paul de Lagarde: Schriften für Deutschland
- 111 Platon: Der Staat
- 112 Gottfried Wilhelm Leibniz: Die Hauptwerke
- 113 Ernst Forsthoff: Deutsche Geschichte seit 1918 in Dokumenten. Mit verbindendem Text herausgegeben.
- 114 Friedrich Bülow: Wörterbuch der Wirtschaft
- 115 Heinrich von Treitschke: Deutsche Geschichte im neunzehnten Jahrhundert. Band 1: Zusammenbruch und nationale Erhebung. Hrsg. v. Heinrich Heffter
- 116 Heinrich von Treitschke: Deutsche Geschichte im neunzehnten Jahrhundert. Band 2: Staat und Kultur der Friedenszeit. Hrsg. v. Heinrich Heffter
- 117 Ernst Moritz Arndt: Volk und Staat. Seine Schriften in Ausw. hrsg. v. Paul Requadt
- 118 Arthur Schopenhauer, Menschl. Wille
- 119 Die Vorsokratiker: Die Fragmente u. Quellenberichte. Übers. u. eingel. v. Wilhelm Capelle
- 120 Das Neue Testament – Erster Band: Die Evangelien. Wilhelm Michaelis
- 121 Das Neue Testament – Zweiter Band: Taten der Apostel, Briefe, Offenbarung. Wilhelm Michaelis
- 122 Wilhelm Heinrich Riehl: Die Naturgeschichte des deutschen Volkes.
- 123 Thomas Carlyle: Heldentum und Macht. Schriften für die Gegenwart. Herausgegeben von Michael Freund.
- 124 Plutarch – Helden und Schicksale. Dion; Pelopidas; Phokion; Agis; Kleomentes; Coriolan; Flamininus; Sertorius; Cicero; Brutus.
- 125 Alfred Bertholet: Wörterbuch der Religionen
- 126 Thomas von Kempen: Die Nachfolge Christi
- 127/128 (Doppelband) Oswald A. Erich und Richard Beitl: Wörterbuch der deutschen Volkskunde
- 128 Christel Neusüß: Die Kopfgeburten der Arbeiterbewegung oder Die Genossin Luxemburg bringt alles durcheinander. 2013
- 129 Aristoteles: Hauptwerke. Ausgewählt, übersetzt und Einleitung von Wilhelm Nestle
- 130 Sueton: Cäsarenleben. Neu herausgegeben und erläutert. Mit einer Einleitung von Rudolf Till
- 131 Ernst Bücken: Geschichte der Musik. Neubearbeitet von J. Völckers
- 132 Ernst Kornemann: Römische Geschichte. Band I: Die Zeit der Republik
- 133 Ernst Kornemann: Römische Geschichte. Band II: Die Kaiserzeit
- 134 Jacob Burckhardt: Briefe zur Erkenntnis seiner geistigen Gestalt. Mit einem Lebensabriss. Mit 12 Abbildungen. Herausgegeben von Fritz Kaphahn, 1935
- 134 Jacob Burckhardt: Der Cicerone, Eine Anleitung zum Genuß der Kunstwerke Italiens
- 135 Karl Weinhold und Georg Seifert (Bearb.): Altnordisches Leben. 1938
- 136 Johann Gottfried Herder: Mensch und Geschichte. Sein Werk und Grundriß. Hrsg. v. Willi Koch
- 137 Heinrich von Treitschke: Deutsche Kämpfe. Die schönsten kleineren Schriften. Herausgegeben von Heinrich Heffter.
- 138 Gerhard Lehmann: Die deutsche Philosophie der Gegenwart
- 138 William Butler Yeats: Eine Vision. Anmerkungen von Axel Monte. 2014 (Reihennummer neu vergaben)
- 139 Will-Erich Peuckert: Die Brüder Grimm. Ewiges Deutschland. Ihr Werk im Grundriß
- 140 Arnold Schering: Geschichte der deutschen Musik (vorbereitet, aber dann nicht erschienen)
- 141 Fritz Eberhardt [Bearb.]: Militärisches Wörterbuch. Mit 15 Ktn., 14 Taf. u. 142 Abb. 1940
- 142 Matthias Claudius: Gläubiges Herz. Sein Werk für uns. Hrsg. v. Willi August Koch
- 143 Albin Lesky: Die Griechische Tragödie. 1938
- 144 Friedrich Hebbel: Der Mensch und die Mächte.
- 145 Richard Wagner: Die Hauptschriften. Hrsg. u. eingeleitet von Ernst Bücken
- 146 Leopold von Ranke: Geschichte und Politik. Ausgewählte Aufsätze und Meisterschriften
- 147 Capelle, Wilhelm: Die Germanen der Völkerwanderung. Auf Grund der zeitgenössischen Quellen dargestellt
- 148 Horaz: Die Gedichte. Hrsg. v. Rudolf Helm
- 149 Friedrich List. Um deutsche Wirklichkeit. Seine Schriften in Auswahl hrsg. von Fritz Forschepiepe
- 150 Thukydides: Der große Krieg. Übersetzt und eingeleitet von Heinrich Weinstock
- 151 Franz Lennartz: Die Dichter unserer Zeit. Einzeldarstellungen zur deutschen Dichtung der Gegenwart.
- 152 Aischylos: Die Tragödien und Fragmente. Hrsg. v. Walter Nestle
- 153 Jean Paul: Weltgedanken und Gedankenwelt. Aus seinem Werk. ausgew. u. aufgebaut v. Richard Benz.
- 154 Georg Christoph Lichtenberg: Aphorismen, Briefe, Schriften. G. Chr. Lichtenberg. Hrsg. v. Paul Requadt
- 155 Friedrich Ratzel: Erdenmacht und Völkerschicksal. Eine Auswahl aus seinen Werken. Herausgegeben und eingeleitet von Karl Haushofer.
- 156 Francesco de Sanctis: Geschichte der italienischen Literatur in 2 Bänden. Bd. 1: Von den Anfängen bis zur Renaissance, Bd. 2: Von d. Spätrenaissance bis zur Romantik
- 157 Francesco de Sanctis: Geschichte der italienischen Literatur in 2 Bänden. Bd. 2: Von d. Spätrenaissance bis zur Romantik
- 158 Walter Fischer (Übertr. u. Hrsg.): Liedsang aus deutscher Frühe. Mittelhochdeutsche Dichtung.
- 159 Stein, Heinrich von: Idee und Welt. Das Werk des Philosophen und Dichters. Ausgewählt und mit den Dokumenten seines Lebens hrsg. von Günter Ralfs
- 160 Martin Luther: Luther im Gespräch: Aufzeichnungen seiner Freunde und Tischgenossen; Nach den Urtexten der „Tischreden“ zum ersten Mal übertragen von Reinhard Buchwald
- 161 Sallust: Das Jahrhundert der Revolution. Übersetzt und eingeleitet von Heinrich Weinstock
- 162 Herman Grimm: Das Leben Goethes. Neu bearbeitet und eingeleitet von Reinhard Buchwald
- 163 Sophokles, Die Tragödien. Übersetzt und eingeleitet von Heinrich Weinstock
- 164 Johannes Ullrich: Deutsches Soldatentum Dokumente und Selbstzeugnisse aus elf Jahrhunderten deutscher Wehrgeschichte
- 165 Johannes Jahn, Wolfgang Haubenreißer: Wörterbuch der Kunst.
- 166 Erich Thier: Wegbereiter des deutschen Sozialismus: eine Auswahl aus ihren Schriften.
- 167 Carl von Clausewitz: Geist und Tat. Das Vermächtnis des Soldaten und Denkers. In Auswahl aus seinen Werken, Briefen und unveröffentlichten Schriften
- 168 Giordano Bruno: Heroische Leidenschaften und individuelles Leben. Auswahl aus seinen Schriften. Hrsg. v. Ernesto Grassi (vorbereitet, aber dann nicht erschienen)
- 168 Kai Vogelsang: Shangjun shu. Schriften des Fürsten von Shang
- 169 Friedrich Nietzsche: Schwert des Geistes. Worte für den deutschen Kämpfer und Soldaten. 1941
- 170 Richard Oehler: Nietzsche-Register. Alphabetisch-systematische Übersicht über Friedrich Nietzsches Gedankenwelt. Nach Begriffen und Namen aus dem Text entwickelt
- 171 Jonathan Swift: Die menschliche Komödie: Schriften, Fragmente, Aphorismen. Herausgegeben von Michael Freund
- 172 Gotthold Ephraim Lessing: Heldentum der Vernunft. Das Welt- und Kunstbild des Dichters
- 173 Niccolò Machiavelli: Gedanken über Politik und Staatsführung
- 174 Johann Gottlieb Fichte, Politik und Weltanschauung. Sein Kampf um die Freiheit in einer Auswahl aus seinen Schriften
- 175 Friedrich Nietzsche: Sämtliche Gedichte. herausgegeben mit einem Kommentar und einem Nachwort von Thomas Forrer
- 176 Tacitus: Germania, Agricola und andere ausgewählte Schriften. Hrsg. v. Otto Gritzmann (vorbereitet, aber dann nicht erschienen, später als Band 225 von Karl Büchner herausgegeben)
- 176 Bernhard Zimmermann: Aristophanes: Die Komödien
- 177
- 178
- 179
- 180 Kurt Leese: Der Protestantismus im Wandel der neueren Zeit: Texte und Charakteristiken zur deutschen Geistes- und Frömmigkeitsgeschichte seit dem 18. Jahrhundert bis zur Gegenwart. 1941
- 181 Johann Joachim Winckelmann: Ewiges Griechentum: Auswahl aus seinen Schriften und Briefen. Hrsg. von Fritz Forschepiepe. 1943
- 182 Wilhelm Capelle: Die Vorsokratiker: Fragmente und Quellenberichte
- 183 Reinhard Buchwald: Führer durch Goethes Faustdichtung: Erklärung des Werkes und Geschichte seiner Entstehung. 1955, 1942
- 184 Herman Grimm; Reinhard Buchwald: Deutsche Künstler: 7 Essais. 1942
- 185 Xenophon: Die Sokratischen Schriften: Memorabilien, Symposion, Oikonomikos, Apologie. Hrsg. von Ernst Bux. 1956
- 186 Johann Wolfgang von Goethe: Maximen und Reflexionen. Hrsg. v. Günther Müller. 1943
- 187 Johannes Bühler: Die Kultur der Antike und die Grundlegung der abendländischen Kultur. 1, Das Griechentum. 1957
- 188 Johannes Bühler: Die Kultur der Antike und die Grundlegung der abendländischen Kultur. 2, Das Römertum, antike und abendländische Kultur. 1957, zuerst 1948
- 189 Ulrich von Hasselbach: Die Botschaft. Das Evangelium und andere Kernstücke der Bibel nach Wahrheit und Wert gesichtet und in Luthers Übersetzung herausgegeben
- 190 Helmuth von Glasenapp: Die Religionen Indiens. 1943
- 191 Sulpiz Boisserèe: Auswahl uns den Briefen und Tagebüchern. Hrsg. Richard Benz (vorbereitet 1949, aber dann nicht erschienen)
- 192 Wilhelm Nestle: Griechische Geistesgeschichte von Homer bis Lukian: in ihrer Entfaltung vom mythischen zum rationalen Denken dargestellt. [1955], 1944
- 193 Herman Grimm; Reinhard Buchwald: Das Jahrhundert Goethes: Erinnerungen und Betrachtungen zur deutschen Geistesgeschichte des neunzehnten Jahrhunderts. 1948
- 194 Hans Koepf: Bildwörterbuch der Architektur
- 195 Helmuth von Glasenapp: Die Philosophie der Inder: eine Einführung in ihre Geschichte und ihre Lehren. 1958
- 196 Fritz Martini: Deutsche Literaturgeschichte: von den Anfängen bis zur Gegenwart. 1952
- 197 Friedrich Schiller; Johann Wolfgang von Goethe: Der Briefwechsel zwischen Schiller und Goethe. Hrsg. v. Hermann Dollinger. 1948
- 198 Epicurus: Philosophie der Freude: eine Auswahl aus seinen Schriften. Hrsg. v. Johannes Mewaldt. 1949
- 199 Albrecht Dihle: Griechische Literaturgeschichte. 1967
- 200 Wilhelm Hehlmann: Geschichte der Psychologie. 1963

### 201–300
- 201 Cicero. Mensch und Politiker. Auswahl aus seinen Briefen. Wilhelm Ax (Hrsg.), 1953
- 202 Ralph Waldo Emerson: Die Tagebücher. Hrsg. v. Bliss Perry. 1954
- 203 Platon: Die Briefe. Übersetzt und eingeleitet von Heinrich Weinstock. 1947
- 204 Johan Huizinga: Herbst des Mittelalters
- 205 Wörterbuch der Völkerkunde. Hrsg. von Walter Hirschberg. Stuttgart: Kröner, 1965
- 206 Philosophisches Lesebuch. 1: Von Bacon bis Hegel. Hrsg. v. Hermann Glockner. Stuttgart: Kröner, 1949
- 207 Philosophisches Lesebuch. 2: Das Neunzehnte Jahrhundert. Hrsg. v. Hermann Glockner. Stuttgart: Kröner, 1950
- 207 Wilhelm Treue: Wirtschaftsgeschichte der Neuzeit: Band 1 - 18. und 19. Jahrhundert, 1973 (dritte Auflage des 1. Teils des Bandes 208 von 1962)
- 208 Paracelsus: Dreieinige Welt. Hrsg. von Gerhard Degeller (geplant 1953, aber nicht herausgegeben)
- 208 Wilhelm Treue: Wirtschaftsgeschichte der Neuzeit: das Zeitalter der technisch-industriellen Revolution 1700 bis 1966. Stuttgart: Kröner, 1962, * * 208 Wilhelm Treue: Wirtschaftsgeschichte der Neuzeit: Band 2 - 20. Jahrhundert, 1973 (dritte Auflage des 2. Teils des Bandes 208 von 1962)
- 209 Karl Marx, Frühschriften. Hrsg. v. Siegfried Landshut
- 210 Justus Streller: Wörterbuch der Berufe (geplant 1953, dann aber außerhalb der Taschenbuchreihe erschienen)
- 210 Sachwörterbuch der Musik. Hrsg. von Eberhard Thiel. Stuttgart: Kröner, 1962
- 211 Otto Herding: Geschichte des deutschen Volkes (geplant 1953, aber nicht herausgegeben)
- 211 Hans-Wilhelm Haussig: Kulturgeschichte von Byzanz.
- 212 Michael Freund: Deutsche Geschichte 1914 - 1945. Republik und Drittes Reich (geplant 1955, nicht herausgegeben)
- 213 Karl Josef Narr: Urgeschichte der Kultur. Stuttgart: Kröner, 1961
- 214 Raymond Aron: Die deutsche Soziologie der Gegenwart: systematische Einführung in das soziologische Denken. bearbeitet v. Iring Fetscher. Stuttgart: Kröner, 1969
- 215 Johan Huizinga: Geschichte und Kultur. Gesammelte Aufsätze; mit 6 Federzeichnungen des Verfassers. Hrsg. v. Kurt Köster. Stuttgart: Kröner, 1954
- 216 Johan Huizinga: Geschichte und Kultur. Gesammelte Aufsätze. Band 2 (geplant, aber nicht erschienen)
- 217 Franz Lennartz: Ausländische Dichter und Schriftsteller unserer Zeit. Kröner, Stuttgart 1971
- 218 Epikur, Ausgewählte Schriften. Hrsg. v. Christof Rapp. 2010
- 219 Jörg Schuster: Die vergessene Moderne. Deutsche Literatur 1930–1960
- 220 Margret Dietrich: Das moderne Drama. Strömungen, Gestalten, Motive. Stuttgart: Kröner, 1961
- 221 Alexis de Tocqueville: Das Zeitalter der Gleichheit: eine Auswahl aus dem Gesamtwerk. Hrsg. v. Siegfried Landshut. Stuttgart: Kröner, 1954
- 222 Friedrich Wilhelm Joseph von Schelling: Studium generale: Vorlesungen über die Methode des akademischen Studiums. Hrsg. v. Hermann Glockner. Stuttgart: Kröner, 1954
- 223 Der Frühsozialismus. Ausgewählte Quellentexte. Hrsg. von Thilo Ramm. Stuttgart: Kröner, 1968
- 224 Herodot: Historien
- 225 Tacitus: Die historischen Versuche. Hrsg. v. Karl Büchner. Stuttgart: Kröner, 1955
- 226 Vom Atom zum Weltsystem: eine Vortragsreihe über die Ergebnisse der Atomkernforschung. Stuttgart: Kröner, 1954
- 227 Goethe-Taschenlexikon. Begründet von Heinrich Schmidt, bearbeitet von Karl Justus Obenauer. Stuttgart: Kröner, 1955
- 228 Die großen nichtchristlichen Religionen unserer Zeit in Einzeldarstellungen. Eine Vortragsreihe, Stuttgart: Kröner, 1954
- 229 Max Weber: Soziologie – Universalgeschichte Analysen – Politik. Hrsg. v. Johannes Winckelmann. Stuttgart: Kröner, 1956
- 230 Schöpfungsglaube und Evolutionstheorie. Eine Vortragsreihe. Stuttgart: Kröner, 1955
- 231 Gero von Wilpert: Sachwörterbuch der Literatur. Stuttgart: Kröner, 1955 [VIII, 662 S.], DNB 455687811; 7., erweiterte Auflage 1989 [XI, 1054 S.], ISBN 3-520-23107-7 [8., verbesserte und erweiterte Auflage 2001 gehört nicht mehr zu der Reihe].
- 232 Gerhard Heberer: Abstammungsgeschichte des Menschen (angezeigt, aber nicht erschienen)
- 233 Max Weber: Schriften 1894–1922. Hrsg. v. Dirk Kaesler. 2001
- 234 Die Grundlagen unserer Ernährung. Eine Vortragsreihe
- 235 Machiavelli: Der Fürst
- 236 Von Erde und Weltall. Eine Vortragsreihe
- 237 Lebendiges Wissen: Berichte aus Natur u. Geisteswelt. Hrsg. von Heinz Friedrich
- 238 Tacitus: Annalen. Hrsg. v. Werner Schur. Stuttgart: Kröner, 1955
- 239 Luthers Briefe. Hrsg. von Reinhard Buchwald
- 240 Arthur Schopenhauer: Philosophische Menschenkunde. Das Werk der Anthropologie. Hrsg. Von Alfred Baeumler
- 241 Erziehung wozu? Eine Vortragsreihe. Stuttgart: Kröner, 1956
- 242 Ludwig Klages: Mensch und Erde: elf Abhandlungen. Stuttgart: Kröner, 1956
- 243 Mensch und Menschlichkeit: eine Vortragsreihe. Stuttgart: Kröner, 1956
- 244 Günther Stökl: Russische Geschichte
- 245 Die Bedrohung unserer Gesundheit. Eine Vortragsreihe
- 246 Friedrich von Schlegel: Schriften und Fragmente: ein Gesamtbild seines Geistes. Stuttgart: Kröner, 1956
- 247 Karl Büchner: Römische Literaturgeschichte: ihre Grundzüge in interpretierender Darstellung. Stuttgart: Kröner, 1959, 1957
- 248 Theodor Wilhelm: Pädagogik der Gegenwart. Stuttgart: Kröner, 1977, zuerst 1960
- 249 Shakespeare, Englische Essays aus drei Jahrhunderten zum Verständnis seiner Werke. Hrsg. v. Ernst Th. Sehrt. Stuttgart: Kröner, 1958
- 250 Robert Michels: Zur Soziologie des Parteiwesens in der modernen Demokratie: Untersuchungen über die oligarchischen Tendenzen des Gruppenlebens. Stuttgart: Kröner, 1957
- 251 Christen oder Bolschewisten: eine Vortragsreihe. Stuttgart: Kröner, 1957
- 252 Hubert Schrade, Inge Schrade: Ikonographisches Wörterbuch (geplant, aber nicht erschienen)
- 253 Johann Heinrich Pestalozzi: Grundlehren über Mensch, Staat, Erziehung : seine Schriften in Auswahl. Hrsg. von Max Zollinger und Hans Barth: Stuttgart: Kröner, 1956
- 254 Wilhelm Treue: Deutsche Geschichte von den Anfängen bis zum Ende der Ära Adenauer. Stuttgart: Kröner, 1971, zuerst 1958
- 255 Wege der Heilung. Eine Vortragsreihe
- 256 Literaturen der Völker in Einzeldarstellungen. Band 1. Hrsg. von I. T. Shipley und Kurt Wais (geplant 1959, aber nicht herausgegeben)
- 257 Literaturen der Völker in Einzeldarstellungen. Band 2. Hrsg. von I. T. Shipley und Kurt Wais (geplant 1959, aber nicht herausgegeben)
- 257 Vom Wert des Geldes: eine Vortragsreihe. Stuttgart: Kröner, 1961
- 258 Literaturen der Völker in Einzeldarstellungen. Band 3. Hrsg. von I. T. Shipley und Kurt Wais (geplant 1959, aber nicht herausgegeben)
- 259 Otto-Friedrich Gandert, Gerhard Heberer: Wörterbuch der Vor- und Frühgeschichte. (geplant, aber nicht erschienen)
- 260 Genetik, Wissenschaft der Entscheidung. Eine Vortragsreihe
- 261 Kurt Schilling: Geschichte der sozialen Ideen: Individuum, Gemeinschaft, Gesellschaft. Stuttgart: Kröner, 1966, zuerst 1957
- 262 Das Kind in unserer Zeit: eine Vortragsreihe. Stuttgart: Kroener, 1958
- 263 Publius Ovidius Naso: Die erotischen Dichtungen: deutsche Gesamtausgabe. Hrsg. von Wilfried Stroh; übersetzt von Viktor von Marnitz. Stuttgart: Kröner, 2001
- 264 Kurt Goldammer: Die Formenwelt des Religiösen. Grundriss der systematischen Religionswissenschaft. Stuttgart: Kröner, 1960
- 265 Der Mensch in der Großstadt: eine Vortragsreihe. Stuttgart: Kröner, 1960
- 266 Alexander von Humboldt: Kosmische Naturbetrachtung: sein Werk im Grundriss. Hrsg. von Rudolph Zaunick. Stuttgart: Kröner, 1958
- 267 Gotthold Ephraim Lessing: Hamburgische Dramaturgie. Kritisch durchges. Gesamtausg. Mit Einl. u. Komm. von Otto Mann
- 268 Wie leben wir morgen? Eine Vortragsreihe. 1957
- 269 Wilhelm Hehlmann: Wörterbuch der Psychologie. Stuttgart: Kröner, 1959
- 270 Hans Knudsen: Deutsche Theatergeschichte. Stuttgart: Kröner, 1959
- 271 Handbuch der historischen Stätten Deutschlands, Bd. 1. Olaf Klose (Hrsg.): Schleswig-Holstein und Hamburg. Kröner, Stuttgart 1958
- 272 Handbuch der historischen Stätten Deutschlands, Bd. 2. Kurt Brüning (Hrsg.): Niedersachsen und Bremen. 5. verbesserte Auflage. 608 Seiten. 1986, ISBN 3-520-27205-9.
- 273 Handbuch der historischen Stätten Deutschlands, Bd. 3. Manfred Groten, Peter Johanek, Wilfried Reininghaus, Margret Wensky (Hrsg.): Nordrhein-Westfalen. 3. völlig neu bearbeitete Auflage. 1256 Seiten. 2006, ISBN 3-520-27303-9.
- 274 Handbuch der historischen Stätten Deutschlands, Bd. 4. Georg Wilhelm Sante (Hrsg.): Hessen. 3. überarbeitete Auflage. 540 Seiten. 1976, ISBN 3-520-27403-5.
- 275 Handbuch der historischen Stätten Deutschlands, Bd. 5. Ludwig Petry (Hrsg.): Rheinland-Pfalz und Saarland. 3. neubearbeitete Auflage. 523 Seiten. 1988, ISBN 3-520-27503-1.
- 276 Handbuch der historischen Stätten Deutschlands, Bd. 6. Max Miller, Gerhard Taddey (Hrsg.): Baden-Württemberg. 2. verbesserte und erweiterte Auflage. 1029 Seiten. 1980, ISBN 3-520-27602-X.
- 277 Handbuch der historischen Stätten Deutschlands, Bd. 7. Karl Bosl (Hrsg.): Bayern. 3. überarbeitete Auflage. 961 Seiten. 1981, ISBN 3-520-27703-4.
- 278 Handbuch der historischen Stätten. Karl Lechner (Hrsg.): Österreich. Band 1: Donauländer und Burgenland. Nachdruck der 1. Auflage 1970. 1985, ISBN 3-520-27801-4.
- 279 Handbuch der historischen Stätten. Hanns Bachmann, Karl Heinz Burmeister, Franz Huter (Hrsg.): Österreich. Band 2: Alpenländer mit Südtirol. 2. überarbeitete Auflage. 752 Seiten. 1978, ISBN 3-520-27902-9.
- 280 Handbuch der historischen Stätten Volker Reinhardt (Hrsg.): Schweiz und Liechtenstein. 798 Seiten. 1996, ISBN 3-520-28001-9.
- 281 Gero von Wilpert: Schiller-Chronik. Sein Leben und Schaffen
- 282
- 283 Herbert Seidler: Die Dichtung: Wesen, Form, Dasein. Stuttgart: Kröner, 1959
- 284 Euripides: Die Dramen I
- 285 Euripides: Die Dramen II
- 286 Der alte Mensch in unserer Zeit. Eine Vortragsreihe
- 287
- 288 Gero von Wilpert: Deutsches Dichterlexikon
- 289 Erich Bayer: Wörterbuch zur Geschichte. Begriffe und Fachausdrücke. Stuttgart: Kröner, 1960
- 290 Freiheit der Persönlichkeit: eine Vortragsreihe. Stuttgart: Kröner, 1958
- 291 Helmer Ringgren, Åke Viktor Ström: Die Religionen der Völker
- 292 Das ist der Mensch. Eine Vortragsreihe. 1959
- 293
- 294 Karl Gröning, Richard Kraus: Wörterbuch des Theaters. (geplant, aber nicht erschienen)
- 295 Peter R. Hofstätter: Einführung in die Sozialpsychologie. Stuttgart: Kröner, 1959
- 296 Otto Mann: Geschichte des deutschen Dramas. Stuttgart: Kröner, 1960
- 297
- 298 Hartmut Schmökel: Kulturgeschichte des Alten Orient: Mesopotamien, Hethiterreich, Syrien-Palästina, Urartu. Stuttgart: Kröner, 1961
- 299 Publius Cornelius Tacitus: Historien. Übersetzt von Walther Sontheimer. Stuttgart: Kröner, 1968
- 300 Elisabeth Frenzel: Stoffe der Weltliteratur. Ein Lexikon dichtungsgeschichtlicher Längsschnitte. 1962

### 301–400
- 301 Probleme einer Schulreform. Eine Vortragsreihe. 1959
- 301 Elisabeth Frenzel: Motive der Weltliteratur. Ein Lexikon dichtungsgeschichtlicher Längsschnitte (Reihennummer neu vergeben)
- 302 Titus Livius: Römische Geschichte. Band 1 (geplant, aber nicht erschienen)
- 303 Titus Livius: Römische Geschichte. Band 2: Der Punische Krieg 218–201. Hrsg. v. Hans Armin Gärtner. 1968
- 304 Frauenphantasien: der imaginierte Mann im Werk von Film- und Buchautorinnen. hrsg. v. Renate Möhrmann. Stuttgart: Kröner, 2014
- 305 Johann N. Schmidt: Großbritannien 1945–2010: Kultur, Politik, Gesellschaft. 2011
- 306 Gert A. Zischka: Allgemeines Gelehrtenlexikon: biographisches Handwörterbuch zur Geschichte der Wissenschaften. Stuttgart : Kröner, 1961
- 307 Stephen Mason: Geschichte der Naturwissenschaft in der Entwicklung ihrer Denkweisen. 1961
- 308 Wolfgang Stegmüller: Hauptströmungen der Gegenwartsphilosophie. 1. Band. 1960
- 309 Unser Verhältnis zur Arbeit. Eine Vortragsreihe
- 309 Wolfgang Stegmüller: Hauptströmungen der Gegenwartsphilosophie. 2. Band. 1975 (Reihennummer neu vergeben)
- 310 Terenz: Die Komödien. Einführung von Karl Büchner
- 311 Handbuch der historischen Stätten Deutschlands, Bd. 10. Gerd Heinrich (Hrsg.): Berlin und Brandenburg. Mit Neumark und Grenzmark Posen-Westpreußen (= Kröners Taschenausgabe. Bd. 311). 3. überarbeitete und ergänzte Auflage. 1995, ISBN 3-520-31103-8.
- 312 Handbuch der historischen Stätten Deutschlands, Bd. 8. Walter Schlesinger (Hrsg.): Sachsen. Unveränderter Neudruck der 1. Auflage 1965. 445 Seiten. 1990, ISBN 3-520-31201-8.
- 313 Handbuch der historischen Stätten Deutschlands, Bd. 9. Hans Patze (Hrsg.): Thüringen. 2. verbesserte und ergänzte Auflage. 592 Seiten. 1989, ISBN 3-520-31302-2.
- 314 Handbuch der historischen Stätten Deutschlands, Bd. 11. Berent Schwineköper (Hrsg.): Provinz Sachsen-Anhalt. 2. überarbeitete und ergänzte Auflage. 644 Seiten. 1987, ISBN 3-520-31402-9.
- 315 Handbuch der historischen Stätten Deutschlands, Bd. 12. Helge Bei der Wieden, Roderich Schmidt (Hrsg.): Mecklenburg, Pommern. 385 Seiten, 1996, ISBN 3-520-31501-7.
- 316 Handbuch der historischen Stätten Hugo Weczerka (Hrsg.): Schlesien. 2., verbesserte und erweiterte Auflage. 738 Seiten. 2003, ISBN 3-520-31602-1.
- 317 Handbuch der historischen Stätten Erich Weise (Hrsg.): Ost- und Westpreußen. Unveränderter Nachdruck der 1. Auflage 1966. 1981, ISBN 3-520-31701-X.
- 318 Helmuth von Glasenapp: Die Literaturen Indiens von ihren Anfängen bis zur Gegenwart. Stuttgart: Kröner, 1961
- 319 Die Verfassungen Europas. Mit einem Essay, verfassungsgeschichtlichen Abrissen und einem vergleichenden Sachregister. Hrsg. von Peter Cornelius Mayer-Tasch in Verb. mit Ion Contiades. Stuttgart: Kröner, 1966
- 320 Hartmut Stein: Chronik deutscher Schlüsseltexte: literarische Sachtexte von Luther bis Henning Ritter. Stuttgart: Kröner, 2012
- 321 Walther Wolf: Kulturgeschichte des alten Ägypten. Stuttgart: Kröner, 1962
- 322 Wo ist Sicherheit? Eine Vortragsreihe. 1960
- 323 Johannes A. H. Potratz: Die Kunst des Alten Orient: Babylonien und Assyrien, Alt-Syrien, Alt-Anatolien und das alte Persien. Stuttgart: Kröner, 1961
- 324 Handbuch der historischen Stätten Deutschlands, Bd. 7, 1. Hans-Michael Körner, Alois Schmid (Hrsg.): Bayern. Band 1: Altbayern und Schwaben. 4., vollständig neu geschriebene Auflage. 956 Seiten. 2006, ISBN 3-520-32401-6.
- 325 Handbuch der historischen Stätten Deutschlands, Bd. 7, 2. Hans-Michael Körner, Alois Schmid (Hrsg.): Bayern. Band 2: Franken. 4., vollständig neu geschriebene Auflage. 651 Seiten. 2006, ISBN 3-520-32501-2.
- 326 Ernst Kühnel: Die Kunst des Islam
- 327 Handbuch der historischen Stätten Olaf Klose: Dänemark. 257 Seiten. 1982, ISBN 3-520-32701-5.
- 328
- 329 Handbuch der historischen Stätten Joachim Bahlcke, Winfried Eberhard, Miloslav Polívka (Hrsg.): Böhmen und Mähren. 889 Seiten. 1998, ISBN 3-520-32901-8.
- 330 Handbuch der historischen Stätten Harald Roth (Hrsg.): Siebenbürgen. 309 Seiten. 2003, ISBN 3-520-33001-6.
- 331 Hans-Jürgen Bömelburg: Friedrich II. zwischen Deutschland und Polen
- 332 Lexikon der christlichen Antike. Hrsg. von Johannes B. Bauer und Manfred Hutter unter Mitarb. von Anneliese Felber. Stuttgart: Kröner, 1999
- 333 Straßenverkehr, Problem ohne Ausweg? Eine Vortragsreihe. Stuttgart: Kröner, 1961
- 334 Mark Galliker, Margot Klein, Sibylle Rykart: Meilensteine der Psychologie: die Geschichte der Psychologie nach Personen, Werk und Wirkung. Stuttgart: Kröner, 2007
- 335 Roy Pascal: Der Sturm und Drang. Stuttgart: Kröner, 1963
- 336 Andreas Lischewski: Meilensteine der Pädagogik. Die Geschichte der Pädagogik nach Personen, Werk und Wirkung. 2014
- 337 Eugen Kurt Fischer: Das Hörspiel: Form und Funktion. Stuttgart: Kröner, 1964
- 338 Das Ende der Kolonialzeit und die Welt von Morgen. Eine Vortragsreihe. 1961
- 339 Ernst Alker: Die deutsche Literatur im 19. Jahrhundert (1832–1914). Stuttgart: Kröner, 1969
- 340 Bernhard Greiner: Die Tragödie. Eine Literaturgeschichte des aufrechten Ganges
- 341 Michael Seidlmayer: Geschichte Italiens: vom Zusammenbruch des Römischen Reiches bis zum Ersten Weltkrieg. Mit Beitr. von Theodor Schieder: Italien vom Ersten zum Zweiten Weltkrieg; Jens Petersen: Italien als Republik, 1946–1987. Stuttgart: Kröner, 1989
- 342 Mensch und Tier in der Geschichte Europas. Hrsg. von Peter Dinzelbacher. Stuttgart: Kröner, 2000
- 343 Politische Theorie der Gegenwart in Einzeldarstellungen: von Adorno bis Young. Hrsg. von Gisela Riescher. Stuttgart: Kröner, 2004
- 344 Johannes A. H. Potratz: Einführung in die Archäologie. Stuttgart: Kröner, 1962
- 345 Paul Collaer: Geschichte der modernen Musik: mit 96 Notenbeispielen. Stuttgart: Kröner, 1963
- 346 Winfried Engler: Geschichte des französischen Romans: von den Anfängen bis Marcel Proust. Stuttgart: Kröner, 1982
- 347 Renate Kastorff-Viehmann: Meilensteine der Architektur
- 348 Bernhard Maier: Koran-Lexikon
- 349 Mark Galliker: Emotion und Motivation
- 350 Roger Bersihand: Geschichte Japans, von den Anfängen bis zur Gegenwart
- 351 Philipp Theisohn: Plagiat. Eine unoriginelle Literaturgeschichte
- 352 Horst Brunner, Mathias Herweg: Gestalten des Mittelalters. Ein Lexikon historischer und literarischer Gestalten
- 353 Heinz Kindermann (Hrsg.): Fernöstliches Theater
- 354 Alan Gardiner: Geschichte des alten Ägypten: eine Einführung. Übers. von Eckart Kissling. Kröner, 1965
- 355 Werner Hofmann: Grundlagen der modernen Kunst: eine Einführung in ihre symbolischen Formen. Stuttgart: Kröner, 1966
- 356
- 357 Thomas Städtler: Lexikon der Psychologie: Wörterbuch, Handbuch, Studienbuch. Stuttgart: Kröner, 1998
- 358 Stefan Suchanek-Fröhlich: Kulturgeschichte Frankreichs. Stuttgart: Kröner, 1966
- 359 Franz Taeschner: Geschichte der arabischen Welt. Mit einem Beitrag von Fritz Steppat: „Die arabische Welt in der Epoche des Nationalismus“. Stuttgart: Kröner, 1964
- 360 Handbuch der Mediengeschichte. Hrsg. von Helmut Schanze. Stuttgart: Kröner, 2001
- 361
- 362 Erich Bayer: Griechische Geschichte. Stuttgart: Kröner, 1968
- 363 Romantik-Handbuch. Hrsg. von Helmut Schanze. Stuttgart: Kröner, 2003
- 364 Hauptwerke der Kunstgeschichtsschreibung. Hrsg. v. Johann Konrad Eberlein, Paul von Naredi-Rainer, Götz Pochat
- 365 Eino Jutikkala, Kauko Pirinen: Geschichte Finnlands. Stuttgart: Kröner, 1964
- 366 Paul Kroh: Lexikon der antiken Autoren. Stuttgart: Kröner, 1972
- 367 Werner Welzig: Der deutsche Roman im zwanzigsten Jahrhundert. Stuttgart: Kröner, 1967
- 368 Rudolf Simek: Lexikon der germanischen Mythologie.
- 369 Siegfried Kienzle: Schauspielführer der Gegenwart: 714 Einzelinterpretationen zum Schauspiel seit 1945. Stuttgart: Kröner, 1973
- 370 Deutscher Romanführer. Hrsg. von Imma Klemm. Stuttgart: Kröner, 1991
- 371 Philippe Dollinger: Die Hanse
- 372 Reinhart Beck: Wörterbuch der Zeitgeschichte seit 1945
- 373 Leonie von Wilckens: Grundriß der abendländischen Kunstgeschichte. Fortgef. von Dagmar und Paul von Naredi-Rainer
- 374 Kurt Kluxen: Geschichte Englands. Von den Anfängen bis zur Gegenwart.
- 375 Ästhetik und Kunstphilosophie. Hrsg. v. Julian Nida-Rümelin und Monika Betzler. 1998
- 376 Andreas Gestrich, Jens-Uwe Krause, Michael Mitterauer: Geschichte der Familie
- 377 Machiavelli: Discorsi
- 378 Helmut Prang: Geschichte des Lustspiels. Von der Antike bis zur Gegenwart
- 379 Hauptwerke der politischen Theorie. Hrsg. von Theo Stammen, Gisela Riescher und Wilhelm Hofmann
- 380 Hauptwerke der Ethnologie. Hrsg. von Christian F. Feest und Karl-Heinz Kohl. Stuttgart: Kröner, 2001
- 381 Wilhelm K. Essler: Einführung in die Logik. Stuttgart: Kröner, 1966
- 382 Deutsche Literatur der Gegenwart in Einzeldarstellungen. 1. Band. Hrsg. von Dietrich Weber. Stuttgart: Kröner, 1976 (zuerst 1968)
- 383 Deutsche Literatur der Gegenwart in Einzeldarstellungen. 2. Band. Hrsg. von Dietrich Weber
- 384
- 385 A. H. de Oliveira Marques: Geschichte Portugals und des portugiesischen Weltreichs. Stuttgart: Kröner, 2001
- 386 Shakespeare-Handbuch: die Zeit, der Mensch, das Werk, die Nachwelt. Hrsg. von Ina Schabert. Mit e. Geleitw. von Wolfgang Clemen
- 387 Ina Schabert: Englische Literaturgeschichte: eine neue Darstellung aus der Sicht der Geschlechterforschung. Stuttgart: Kröner, 1997
- 388 Winfried Engler: Lexikon der französischen Literatur. Stuttgart: Kröner, 1974
- 389 Wilhelm Friese: Nordische Literaturen im 20. Jahrhundert
- 390 Wolfram Martini: Sachwörterbuch der Klassischen Archäologie. Stuttgart: Kröner, 2003
- 391 Dokumente des geteilten Deutschland: Quellentexte zur Rechtslage d. Dt. Reiches, d. Bundesrepublik Deutschland u.d. Dt. Demokrat. Republik. 1. Band. Hrsg. von Ingo von Münch. Stuttgart: Kröner, 1968
- 392 Dokumente des geteilten Deutschland. 2. Band: Seit 1968. Hrsg. von Ingo von Münch, unter Mitarb. von Ondolf Rojahn. Stuttgart: Kröner, 1974
- 393 Dokumente der Wiedervereinigung Deutschlands. Quellentexte zum Prozeß der Wiedervereinigung von der Ausreisewelle aus der DDR über Ungarn, die CSSR und Polen im Spätsommer 1989 bis zum Beitritt der DDR zum Geltungsbereich des Grundgesetzes der Bundesrepublik Deutschland im Oktober 1990. Hrsg. von Ingo von Münch und Günter Hoog. Stuttgart: Kröner, 1991
- 394 Georg von Rauch: Geschichte der Sowjetunion. Stuttgart: Kröner, 1969
- 395 Karl Migner: Theorie des modernen Romans. Eine Einführung. Stuttgart: Kröner, 1970
- 396 Hauptwerke der Soziologie. Hrsg. von Dirk Kaesler und Ludgera Vogt
- 397 Ina Schabert: Englische Literaturgeschichte 20. Jh.
- 398 Französische Literatur der Gegenwart in Einzeldarstellungen. Hrsg. von Wolf-Dieter Lange. Stuttgart: Kröner, 1971
- 399 Englische Literatur der Gegenwart in Einzeldarstellungen. Hrsg. von Horst W. Drescher. Stuttgart: Kröner, 1970
- 400 Reinhart Beck: Sachwörterbuch der Politik.

### 401–500
- 401 Otto Knörrich: Die deutsche Lyrik seit 1945. Stuttgart: Kröner, 1978
- 402 Kleines Werklexikon der Philosophie. Hrsg. von Michael Quante Vorarbeiten von Franco Volpi. Unter Mitarb. von Matthias Hoesch
- 403 Peter R. Hofstätter: Differentielle Psychologie. Stuttgart: Kröner, 1971
- 404 Manfred G. Schmidt: Wörterbuch zur Politik
- 405 Tendenzen der deutschen Literatur seit 1945. Hrsg. von Thomas Koebner. Stuttgart: Kröner, 1971
- 406 Wilpert, Gero von: Die deutsche Gespenstergeschichte: Motiv, Form, Entwicklung. Stuttgart: Kröner, 1994
- 407 Wilpert, Gero von: Goethe-Lexikon
- 408 Helga Neumann, Manfred Neumann: Vom Pauker zum Pädagogen: ein literarischer Streifzug durch die Schule im „Jahrhundert des Kindes“
- 409 Wolfgang Stegmüller: Hauptströmungen der Gegenwartsphilosophie. 3. Band. Stuttgart: Kröner, 1987
- 410 Karl H Hillmann: Wörterbuch der Soziologie
- 411 Karl Marx: Ökonomische Schriften in thematischem Zusammenhang.
- 412 Martin Christadler: Amerikanische Literatur der Gegenwart in Einzeldarstellungen
- 413 Wolfram Eberhard: Geschichte Chinas. Von den Anfängen bis zur Gegenwart
- 414 Oskar Weggel: Geschichte Chinas im 20. Jahrhundert
- 415 Wolfgang Stegmüller: Hauptströmungen der Gegenwartsphilosophie. 4. Band. Stuttgart: Kröner, 1989
- 416 Hans Jürgen Geerdts: Literatur der DDR in Einzeldarstellungen. Stuttgart 1972
- 417 Dieter Lamping: Meilensteine der Weltliteratur
- 418 Marc Slonim: Die Sowjetliteratur: eine Einführung. Stuttgart: Kröner, 1972
- 419 James Camlin Beckett: Geschichte Irlands. Bis zur Gegenwart fortgeführt von Karl Heinz Metz
- 420 Annemarie van Rinsum, Wolfgang van Rinsum: Lexikon literarischer Gestalten. Teil 1. Deutschsprachige Literatur
- 421 Annemarie van Rinsum, Wolfgang van Rinsum: Lexikon literarischer Gestalten. Teil 2: Fremdsprachige Literatur. Stuttgart: Kröner, 1990
- 422
- 423 Philosophie der Gegenwart. Von Agamben bis von Wright. Hrsg. v. Julian Nida-Rümelin und Elif Özmen. 1991
- 424 Antike Glückslehren. Hrsg. v. Malte Hossenfelder. 1996
- 425 Lexikon literaturtheoretischer Werke. Hrsg. von Rolf Günter Renner und Engelbert Habekost
- 426 Sachwörterbuch zur Europäischen Union. Hrsg. von Jörg Monar. Stuttgart: Kröner, 1993
- 427 Geschichte der politischen Ökonomie: eine Einführung in Lebensbildern; mit e. Abhandl.: Politische Ökonomie in Gegenwart und Zukunft. Hrsg. von Horst Claus Recktenwald. Stuttgart: Kröner, 1971
- 428 Karl Erich Born: Geld und Banken im 19. und 20. Jahrhundert. Stuttgart: Kröner, 1977
- 429 Kulturpolitik der Sowjetunion. Hrsg. von Oskar Anweiler u. Karl-Heinz Ruffmann. Stuttgart: Kröner, 1973
- 430 Moderne Weltliteratur der Gegenwartsliteraturen Europas u. Amerikas. Hrsg. von Gero von Wilpert u. Ivar Ivask
- 431 Peter Pörtner, Jens Heise: Die Philosophie Japans von den Anfängen bis zur Gegenwart. Stuttgart: Kröner, 1995
- 432 Udo Sautter: Geschichte Kanadas: das Werden einer Nation. Stuttgart: Kröner, 1972
- 433 „So muß ich weinen bitterlich“: zur Kulturgeschichte der Tränen. Hrsg. von Renate Möhrmann unter wissenschaftlicher Mitarbeit von Anja Herrmann
- 434 Frank Trommler: Sozialistische Literatur in Deutschland: ein historischer Überblick. Stuttgart: Kröner, 1976
- 435 Hauptwerke der Geschichtsschreibung. Hrsg. von Paul von Naredi-Rainer. Unter Mitw. von Johann Konrad Eberlein und Götz Pochat
- 436 Italienische Literatur der Gegenwart in Einzeldarstellungen. Hrsg. von Johannes Hösle und Wolfgang Eitel. Stuttgart: Kröner, 1974
- 437 Angewandte Ethik. Die Bereichsethiken und ihre theoretische Fundierung. Ein Handbuch. Hrsg. von Julian Nida-Rümelin
- 438 Karl W. Roskamp: Die amerikanische Wirtschaft 1929–1970: eine Einführung. Systematische Einführung in Nationale Volkswirtschaften, Band 1. Hrsg. v. Horst Claus Recktenwald. 1975
- 439 Die Kirchen in der deutschen Geschichte: von der Christianisierung der Germanen bis zur Gegenwart. Hrsg. von Winfried Becker und Peter Dinzelbacher. Stuttgart: Kröner, 1996
- 440 Wilhelm K. Essler: Analytische Philosophie. 1: Methodenlehre, Sprachphilosophie, Ontologie, Erkenntnistheorie. Stuttgart: Kröner, 1972
- 441 Geisteswissenschaft heute – die Sicht der Fächer. Hrsg. von Dieter Lamping
- 442
- 443 Udo Sautter: Geschichte der Vereinigten Staaten von Amerika
- 444 Ihab Habib Hassan: Die moderne amerikanische Literatur: eine Einführung. Stuttgart: Kröner, 1974
- 445 Französische Literaturkritik der Gegenwart in Einzeldarstellungen. Hrsg. von Wolf-Dieter Lange. Stuttgart: Kröner, 1975
- 446 Perspektiven der Linguistik. 1. Stuttgart. Hrsg. von Walter A. Koch. Kröner, 1973
- 447 Perspektiven der Linguistik. 2. Stuttgart. Hrsg. von Walter A. Koch. Kröner, 1974
- 448 Horst B. Hiller: Die modernen Naturwissenschaften. Stuttgart: Kröner, 1974
- 449 Michael Sommer: Römische Geschichte I. Rom und die antike Welt bis zum Ende der Republik
- 450 Peter Dinzelbacher: Kulturgeschichte der christlichen Orden
- 451 Wolfgang Kasack: Lexikon der russischen Literatur ab 1917. Stuttgart: Kröner, 1976
- 452 Hadumod Bußmann: Lexikon der Sprachwissenschaft
- 453 Bildwörterbuch der Kleidung und Rüstung: vom alten Orient bis zum ausgehenden Mittelalter. Hrsg. von Harry Kühnel
- 454 Michael Sommer: Die Phönizier. Handelsherren zwischen Orient und Okzident
- 455 Wladimir Iljitsch Lenin: Theorie, Ökonomie, Politik: ausgew. Texte u. Werke. Hrsg. von Iring Fetscher
- 456 Peter Dinzelbacher: Wörterbuch der Mystik
- 457
- 458 Michael Sommer: Römische Geschichte II. Rom und sein Imperium in der Kaiserzeit
- 459 Aristoteles-Lexikon. Hrsg. v. Otfried Höffe. 2005
- 460 Martin Bocian: Lexikon der biblischen Personen
- 461 Sarah B. Pomeroy: Frauenleben im klassischen Altertum. Stuttgart: Kröner, 1985
- 462 Lateinamerikanische Literatur der Gegenwart in Einzeldarstellungen. Hrsg. von Wolfgang Eitel. Stuttgart: Kröner, 1978
- 463 Manfred Lurker: Lexikon der Götter und Dämonen: Namen, Funktionen, Symbole, Attribute. Stuttgart: Kröner, 1989
- 464 Manfred Lurker: Wörterbuch der Symbolik
- 465 Horst W. Drescher: Lexikon der englischen Literatur. Stuttgart: Kröner, 1979
- 466 Bernhard Maier: Lexikon der keltischen Religion und Kultur
- 467 Ludwig J. Pongratz: Hauptströmungen der Tiefenpsychologie. Stuttgart: Kröner, 1983
- 468 Eric M. Moormann, Wilfried Uitterhoeve: Lexikon der antiken Gestalten mit ihrem Fortleben in Kunst, Dichtung und Musik. Stuttgart: Kröner, 1995
- 469 Europäische Mentalitätsgeschichte. Hrsg. v. Peter Dinzelbacher
- 470
- 471 „Da ist denn auch das Blümchen weg“. Die Entjungferung – Fiktionen der Defloration. Hrsg. von Renate Möhrmann
- 472 Walter Scherf: Lexikon der Zaubermärchen. Stuttgart: Kröner, 1982
- 473
- 474 Jurisprudenz: die Rechtsdisziplinen in Einzeldarst. Hrsg. von Rudolf Weber-Fas. Stuttgart: Kröner, 1978
- 475 Wolfgang Reinhard: Kleine Geschichte des Kolonialismus
- 476 Robert M. Browning: Deutsche Lyrik des Barock: 1618–1723
- 477 Sachwörterbuch der Mediävistik, hrsg. von Peter Dinzelbacher. Kröner, Stuttgart 1992
- 478 Formen der Literatur in Einzeldarstellungen. Hrsg. von Otto Knörrich
- 479 Otto Knörrich: Lexikon lyrischer Formen
- 480 Peter Nusser: Deutsche Literatur im Mittelalter. Lebensformen, Wertvorstellungen und literarische Entwicklungen
- 481 Peter Nusser: Deutsche Literatur von 1500 bis 1800. Lebensformen, Wertvorstellungen und literarische Entwicklungen
- 482
- 483 Epische Stoffe des Mittelalters. Hrsg. von Volker Mertens u. Ulrich Müller. Stuttgart: Kröner, 1984
- 484 Georg Luck: Die Weisheit der Hunde: Texte der antiken Kyniker in deutscher Übersetzung mit Erläuterungen. Stuttgart: Kröner, 1997
- 485 Volker Reinhardt: Die großen Familien Italiens. Stuttgart: Kröner, 1992
- 486 Lexikon der philosophischen Werke. Hrsg. v. Julian Nida-Rümelin und Franco Volpi. 1988
- 487
- 488 Johannes H. Voigt: Geschichte Australiens
- 489 Georg Luck: Magie und andere Geheimlehren in der Antike: mit 112 neu übersetzten und einzeln kommentierten Quellentexten. Stuttgart: Kröner, 1990
- 490 Rudolf Simek, Hermann Pálsson: Lexikon der altnordischen Literatur. Stuttgart: Kröner, 1987
- 491 Europa im Spiegel der Kunst. Von seinen mythologischen Anfängen bis in die Bilderwelt der Gegenwart. Hrsg. von Renate Möhrmann, unter wissenschaftlicher Mitarbeit von Anja Herrmann
- 492 Genus. Zur Geschlechterdifferenz in den Kulturwissenschaften. Hrsg. von Hadumod Bußmann und Renate Hof. Stuttgart: Kröner, 1995
- 493
- 494
- 495
- 496
- 497
- 498
- 499
- 500

### 501–600
- 501 Klassiker der Philosophie des 20. Jahrhunderts. Hrsg. v. Julian Nida-Rümelin und Elif Özmen. 2007
- 502 Kleines Werklexikon Platon. Hrsg. v. Michael Erler. 2007
- 503 Bettina Schöne-Seifert: Grundlagen der Medizinethik. 2007
- 504 Helmut Schanze: Literarische Romantik
- 505 Doris Kurella: Kulturen und Bauwerke des Alten Peru. Geschichte im Rucksack
- 506 Michael Sommer: Die Arminiusschlacht. Spurensuche im Teutoburger Wald
- 507 Joachim Bark, Hans-Christoph Graf von Nayhauss: Profile deutscher Kulturepochen: Aufklärung
- 508 Joachim Bark, Hans-Christoph Graf von Nayhauss: Profile deutscher Kulturepochen: Klassik, Romantik, Restauration 1789–1848
- 509 Dieter Lamping: Die Idee der Weltliteratur. Ein Konzept Goethes und seine Karriere
- 510 Philipp Theisohn: Literarisches Eigentum. Zur Ethik geistiger Arbeit im digitalen Zeitalter. Essay
- 511 Ina Schabert: Shakespeares. Die unendliche Vielfalt der Bilder
- 512 Joachim Bark, Hans-Christoph Graf von Nayhauss: Profile deutscher Kulturepochen: Vom Realismus in die Moderne. 1849–1918
- 513
- 514 Guillermo Aparicio: Windmühlen sind keine Giganten. Briefe an Don Miguel de Cervantes vierhundert Jahre nach seinem Tod
- 515 Bernhard Zimmermann: Die griechische Tragödie
- 516 Hans-Heino Ewers: Michael Ende neu entdecken. Was Jim Knopf, Momo und die Unendliche Geschichte Erwachsenen zu sagen haben. Mit 11 Abbildungen, 2018
- 517 Michael Sommer: Kleine Römische Geschichte. Einmal Weltmacht und zurück
- 518 Christian Jany: Strudelgetriebe der Übersetzung. Rameaus Neffe und die Erfindung der Weltliteratur
- 519 Julian Nida-Rümelin: Theoretische und angewandte Ethik. Paradigmen und Begründungen